# 費蘭山
71°59′S 160°37′E / 71.983°S 160.617°E
費蘭山（英語：Mount Phelan），是南極洲的山峰，位於維多利亞地，處於基勒冰原島峰東南面9公里，海拔高度2,000米，美國地質調查局根據測量和該國海軍的空中照片繪入地圖，現時由南極條約體系管理。